# Arondismentul Pamiers
Arondismentul Pamiers (în franceză Arrondissement de Pamiers) este un arondisment din departamentul Ariège, regiunea Midi-Pyrénées, Franța.

## Subdiviziuni

### Cantoane
- Cantonul Le Fossat
- Cantonul Le Mas-d'Azil
- Cantonul Mirepoix
- Cantonul Pamiers-Est
- Cantonul Pamiers-Ouest
- Cantonul Saverdun
- Cantonul Varilhes

### Comune
| 1. Aigues-Vives (09002)              | 2. Artigat (09019)                 | 3. Artix (09021)                       | 4. Arvigna (09022)                  |
| 5. La Bastide-de-Besplas (09038)     | 6. La Bastide-de-Bousignac (09039) | 7. La Bastide-de-Lordat (09040)        | 8. La Bastide-sur-l'Hers (09043)    |
| 9. Belloc (09048)                    | 10. Benagues (09050)               | 11. Besset (09052)                     | 12. Bonnac (09060)                  |
| 13. Les Bordes-sur-Arize (09061)     | 14. Brie (09067)                   | 15. Bézac (09056)                      | 16. Calzan (09072)                  |
| 17. Camarade (09073)                 | 18. Camon (09074)                  | 19. Campagne-sur-Arize (09075)         | 20. Canté (09076)                   |
| 21. Carla-Bayle (09079)              | 22. Le Carlaret (09081)            | 23. Castex (09084)                     | 24. Castéras (09083)                |
| 25. Cazals-des-Baylès (09089)        | 26. Cazaux (09090)                 | 27. Coussa (09101)                     | 28. Coutens (09102)                 |
| 29. Crampagna (09103)                | 30. Dalou (09104)                  | 31. Daumazan-sur-Arize (09105)         | 32. Dün (09107)                     |
| 33. Durfort (09109)                  | 34. Esclagne (09115)               | 35. Escosse (09116)                    | 36. Esplas (09117)                  |
| 37. Fornex (09123)                   | 38. Le Fossat (09124)              | 39. Gabre (09127)                      | 40. Gaudiès (09132)                 |
| 41. Gudas (09137)                    | 42. Les Issards (09145)            | 43. Justiniac (09146)                  | 44. Labatut (09147)                 |
| 45. Lagarde (09150)                  | 46. Lanoux (09151)                 | 47. Lapenne (09153)                    | 48. Laroque-d'Olmes (09157)         |
| 49. Lescousse (09163)                | 50. Limbrassac (09169)             | 51. Lissac (09170)                     | 52. Loubaut (09172)                 |
| 53. Loubens (09173)                  | 54. Ludiès (09175)                 | 55. Léran (09161)                      | 56. Lézat-sur-Lèze (09167)          |
| 57. Madière (09177)                  | 58. Malegoude (09178)              | 59. Malléon (09179)                    | 60. Manses (09180)                  |
| 61. Le Mas-d'Azil (09181)            | 62. Mazères (09185)                | 63. Mirepoix (09194)                   | 64. Monesple (09195)                |
| 65. Montaut (09199)                  | 66. Montbel (09200)                | 67. Montfa (09205)                     | 68. Montégut-Plantaurel (09202)     |
| 69. Moulin-Neuf (09213)              | 70. Méras (09186)                  | 71. Pailhès (09224)                    | 72. Pamiers (09225)                 |
| 73. Le Peyrat (09229)                | 74. Pradettes (09233)              | 75. Les Pujols (09238)                 | 76. Rieucros (09244)                |
| 77. Rieux-de-Pelleport (09245)       | 78. Roumengoux (09251)             | 79. Régat (09243)                      | 80. Sabarat (09253)                 |
| 81. Saint-Amadou (09254)             | 82. Saint-Amans (09255)            | 83. Saint-Bauzeil (09256)              | 84. Saint-Félix-de-Rieutord (09258) |
| 85. Saint-Félix-de-Tournegat (09259) | 86. Saint-Jean-du-Falga (09265)    | 87. Saint-Julien-de-Gras-Capou (09266) | 88. Saint-Martin-d'Oydes (09270)    |
| 89. Saint-Michel (09271)             | 90. Saint-Quentin-la-Tour (09274)  | 91. Saint-Quirc (09275)                | 92. Saint-Victor-Rouzaud (09276)    |
| 93. Saint-Ybars (09277)              | 94. Sainte-Foi (09260)             | 95. Sainte-Suzanne (09342)             | 96. Saverdun (09282)                |
| 97. Sieuras (09294)                  | 98. Ségura (09284)                 | 99. Tabre (09305)                      | 100. Teilhet (09309)                |
| 101. Thouars-sur-Arize (09310)       | 102. La Tour-du-Crieu (09312)      | 103. Tourtrol (09314)                  | 104. Troye-d'Ariège (09316)         |
| 105. Trémoulet (09315)               | 106. Unzent (09319)                | 107. Vals (09323)                      | 108. Varilhes (09324)               |
| 109. Ventenac (09327)                | 110. Le Vernet (09331)             | 111. Verniolle (09332)                 | 112. Villeneuve-du-Latou (09338)    |
| 113. Villeneuve-du-Paréage (09339)   | 114. Vira (09340)                  | 115. Viviès (09341)                    |                                     |